# 細川麻美
細川 麻美（ほそかわ まみ、1985年4月20日 - ）は、日本の元女子バレーボール選手である。

## 来歴
東京都武蔵村山市出身。実姉の影響で小学校3年生からバレーボールを始める。
成徳学園高校（現・下北沢成徳高校）では、大山未希らとともに春高バレー優勝はじめ四冠を達成した。
2004年、パイオニアレッドウィングスに入団した。
2009年4月、全日本女子代表メンバーに登録された。6月にパイオニアを退団。7月に上尾メディックスに移籍。2011年11月より副主将を務めた。
2013年7月1日、上尾を退社することが発表された。

## 人物・エピソード
- 上尾中央総合病院では、健康管理課に所属していた。

## 球歴
- 全日本代表 - 2009年

## 所属チーム
- 武蔵村山第一中学
- 成徳学園高等学校（現・下北沢成徳高等学校）
- パイオニアレッドウィングス（2004-2009年）
- 上尾メディックス（2009-2013年）

## 受賞歴
- 2010年 - Vチャレンジリーグ サーブ賞

## 個人成績
VリーグおよびVプレミアリーグレギュラーラウンドにおける個人成績は下記の通り。
| シーズン | 所属       | 出場 | 出場   | アタック | アタック | アタック | アタック | ブロック | ブロック | サーブ | サーブ | サーブ | サーブ | レセプション | レセプション | 総得点 | 備考 |
| -------- | ---------- | ---- | ------ | -------- | -------- | -------- | -------- | -------- | -------- | ------ | ------ | ------ | ------ | ------------ | ------------ | ------ | ---- |
| シーズン | 所属       | 試合 | セット | 打数     | 得点     | 決定率   | 効果率   | 決定     | /set     | 打数   | エース | 得点率 | 効果率 | 受数         | 成功率       | 総得点 | 備考 |
| 2005/06  | パイオニア | 5    | 1      | 2        | 0        | 0.0%     | %        | 0        | 0.00     | 1      | 0      | 0.00%  | 0.0%   | 0            | 0.0%         | 0      |      |
| 2006/07  | パイオニア | 25   | 49     | 52       | 23       | 44.2%    | %        | 2        | 0.04     | 35     | 5      | 14.29% | 22.0%  | 0            | 0.0%         | 30     |      |
| 2007/08  | パイオニア | 27   | 52     | 74       | 37       | 50.0%    | %        | 1        | 0.02     | 22     | 0      | 0.00%  | 6.8%   | 5            | 40.0%        | 38     |      |
| 2008/09  | パイオニア | 27   | 93     | 424      | 175      | 41.3%    | %        | 14       | 0.15     | 295    | 17     | 5.76%  | 14.2%  | 381          | 58.8%        | 206    |      |
| 通算     | 通算       | 84   | 195    | 552      | 235      | 42.6%    | %        | 17       | 0.09     | 353    | 22     | 6.23%  | 14.5%  | 386          | 58.5%        | 274    |      |

※上尾在籍時のデータは、チャレンジリーグの為、記載していない。